# Abraham Mignon

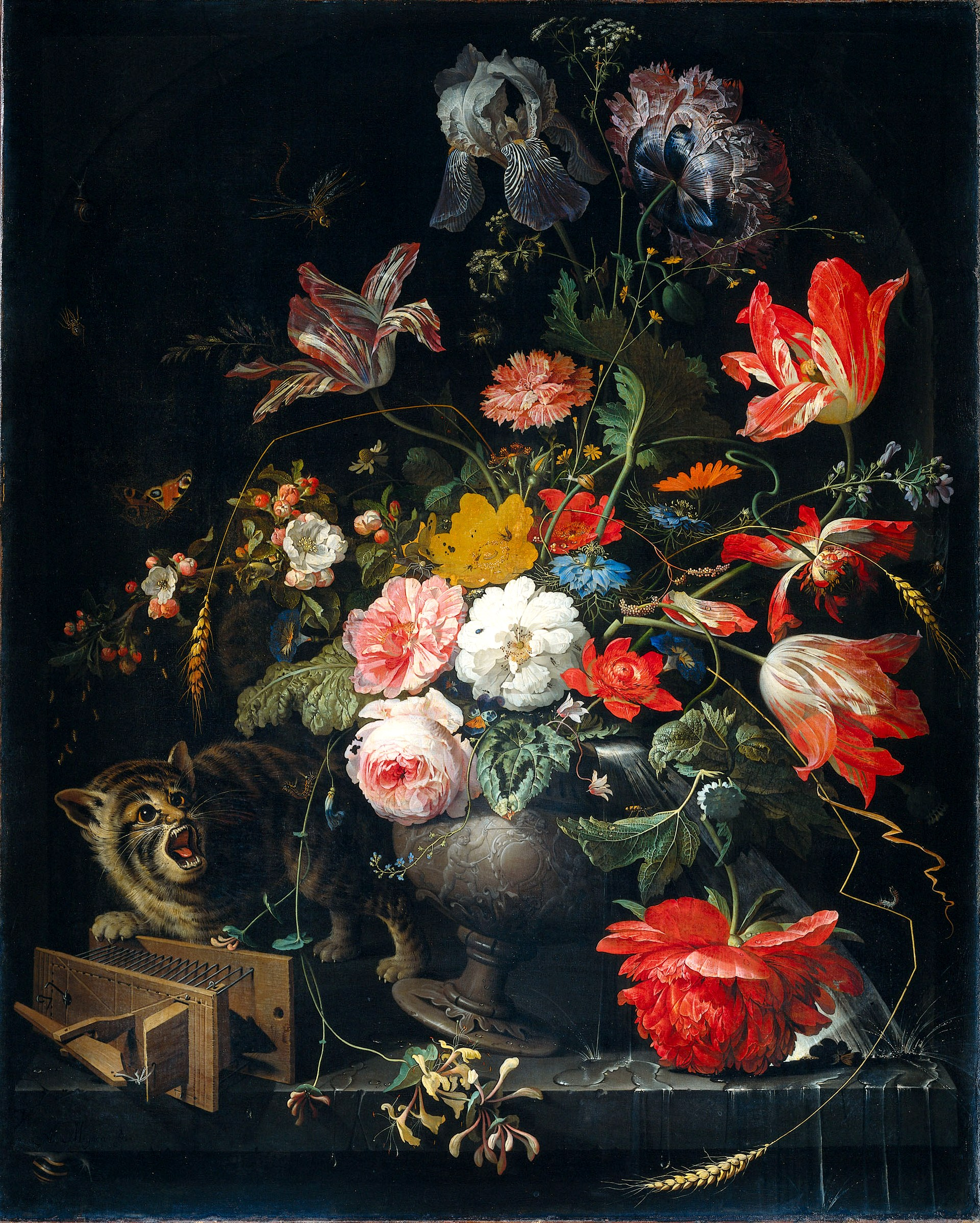
Kat, muizenval en de omvergeworpen ruiker, ca. 1670, Rijksmuseum, Amsterdam

Abraham Mignon (Frankfurt, gedoopt 21 juni 1640 – Utrecht, 27 maart 1679) was een Nederlandse schilder van bloem- en vruchtenstillevens. 

## Leven
Abraham Mignon stamde uit een Zuid-Nederlandse familie die zich na de Reformatie in Frankfurt had gevestigd. Hij was daar een leerling van Jacob Marrell, met wie hij in 1664 naar Utrecht trok, waar hij in 1669 lid werd van het Sint-Lucasgilde. In de drie daaropvolgende jaren ging hij nog in de leer bij Jan Davidsz. de Heem. Hij trouwde in 1675 maar overleed al op jonge leeftijd. Hij werd begraven in de Buurkerk.

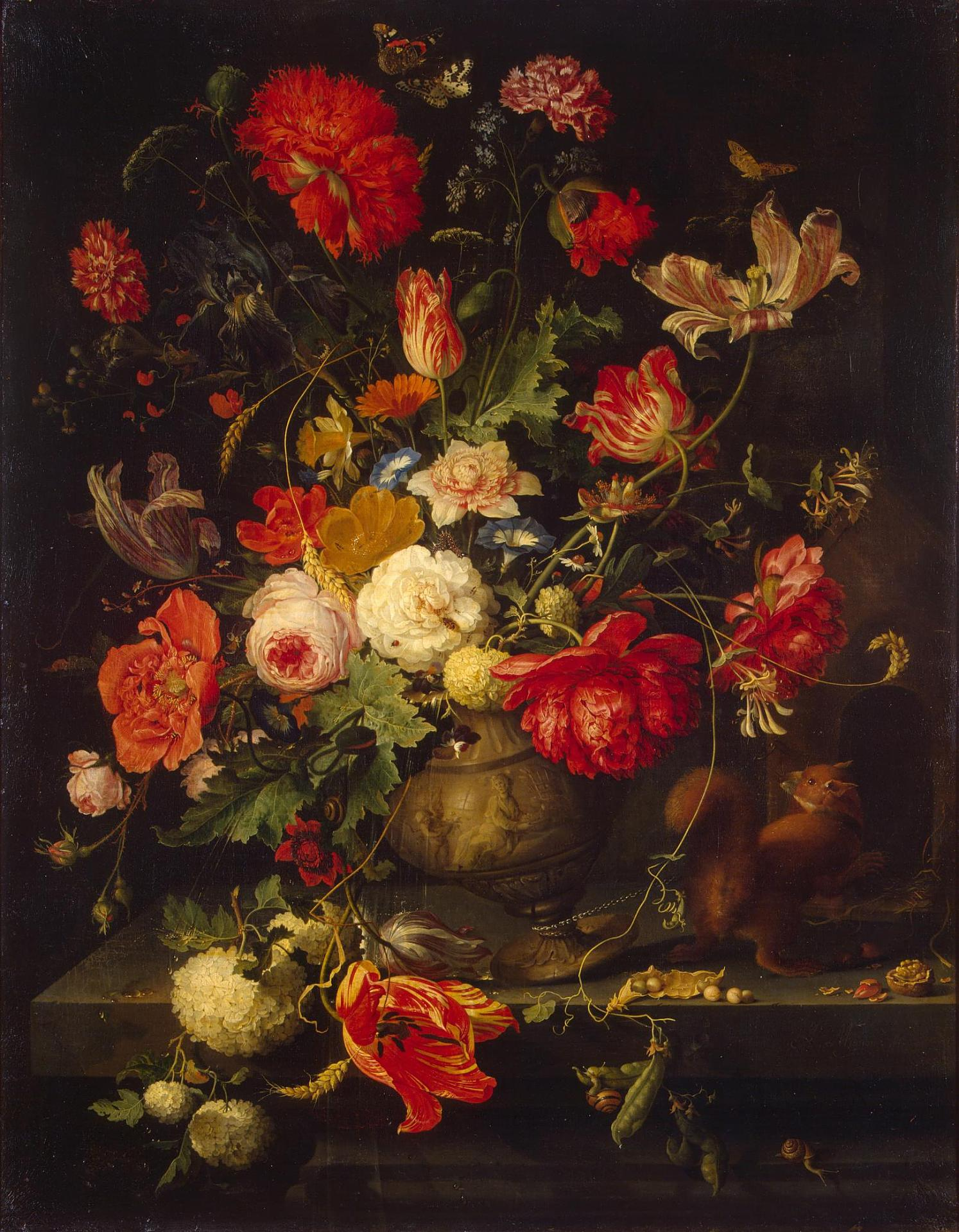
Bloemstilleven, ca. 1660, Hermitage, Sint-Petersburg

## Werk
Abraham Mignon vervaardigde weelderige, kleinschalige en uiterst gedetailleerde stillevens, die zeer gewaardeerd en nog lang nagevolgd werden. Zij staan sterk onder de invloed van zijn leermeester De Heem, maar ze zijn wat harder in lijn en in kleur.

## Musea
- Hermitage in Sint-Petersburg[dode link]
- Rijksmuseum in Amsterdam
- Louvre in Parijs (zes werken)